# Bol'šaja ljubov'
Bol'šaja ljubov' (in russo Большая любовь?) è un singolo del cantante russo Nikolaj Baskov e della cantante russa-statunitense Ljubov' Uspenskaja, pubblicato il 30 settembre 2021 su etichetta discografica United Music Group.

## Video musicale
Il video musicale, reso disponibile il 6 ottobre 2021, è stato diretto da Serëža Tkačenko.

## Tracce
Testi di Michail Guceriev, musiche di Viktorja Kochana.
Download digitale
1. Bol'šaja ljubov' – 3:40

## Classifiche

### Classifiche settimanali
| Classifica (2021) | Posizione massima |
| ----------------- | ----------------- |
| Russia            | 37                |

### Classifiche di fine anno
| Classifica (2022) | Posizione |
| ----------------- | --------- |
| Russia            | 98        |

## Riconoscimenti
- 2021 – Rossijskaja nacional'naja muzykal'naja premija Viktorija – Romanzo urbano dell'anno[6]
- 2021 – Pesnja goda[7]
- 2022 – Šanson goda[8]